# Rodrigo Flores Álvarez
Rodrigo Flores Álvarez (Santiago de Xile, 23 d'agost de 1913 - Santiago, 17 de gener de 2007) fou un jugador d'escacs xilè, múltiple campió nacional, enginyer de professió.

## Carrera professional
Com a enginyer civil va ingressar a l'Acadèmia Xilena de Ciències el 1970. El 1993, va guanyar el premi nacional atorgat pel Col·legi d'Enginyers de Xile.

## Resultats destacats en competició
Va ser onze vegades guanyador del campionat d'escacs de Xile els anys 1931, 1935, 1938, 1941, 1944, 1950, 1951, 1952, 1956, 1961 i 1965, la qual cosa és un rècord absolut de victòries en aquest campionat.
Va guanyar el VII Torneig Sud-americà a São Paulo l'any 1937.

### Participació en competicions per equips
Va participar representant Xile en tres olimpíades d'escacs: el 1939 a Buenos Aires, 1950 a Dubrovnik i el 1956 a Moscou.